# Frischmannhütte
Die Frischmannhütte ist eine Schutzhütte des Österreichischen Touristenklubs im nordsüdlich verlaufenden Geigenkamm, einer Bergkette in den nördlichen Ötztaler Alpen im österreichischen Tirol. Sie liegt im Fundustal, einem Seitental des Ötztals.

## Zugänge
- Von Umhausen (1031 m) über vordere (1611 m) und hintere Fundusalm (1964 m); ca. 4 h
- Von Köfels (1401 m), Köflerscharte (2085 m) und den Köfler Waalweg; ca. 3 h
- Von Längenfeld (1177 m) über Innerbergeralm, 4-Seen-Weg und Fernerkar

## Übergänge
- Erlanger Hütte (2541 m) über Feilerscharte (2926 m); ca. 4 h
- Ludwigsburger Hütte  (1935 m) (oberhalb des Pitztals) über Lehnerjoch (2510 m) und Feilerscharte (2926 m); ca. 5 h
- Hauerseehütte  (2383 m); ca. 4 h

## Gipfelbesteigungen
- Fundusfeiler (3079 m); ca. 2–3 h, Schwierigkeitsgrad I
- Blockkogel (3098 m) über Funduskar und Griesköpfe
- Hairlacher Seekopf (3040 m)
- Nordlicher Lehner Grießkogel (3032 m) über Feilerscharte (2926 m)
- Südlicher Lehner Grießkogel (3038 m) über Feilerscharte (2926 m)

## Karten & Literatur
- Kompasskarte 43, 1:50.000 – Ötztaler Alpen, Ötztal, Pitztal
- Kompasskarte 83, 1:50.000 – Stubaier Alpen